# Самохвалов, Николай Михайлович
Николай Михайлович Самохвалов (1921—2008) — директор подольского городского молочного завода. Герой Социалистического Труда.

## Биография

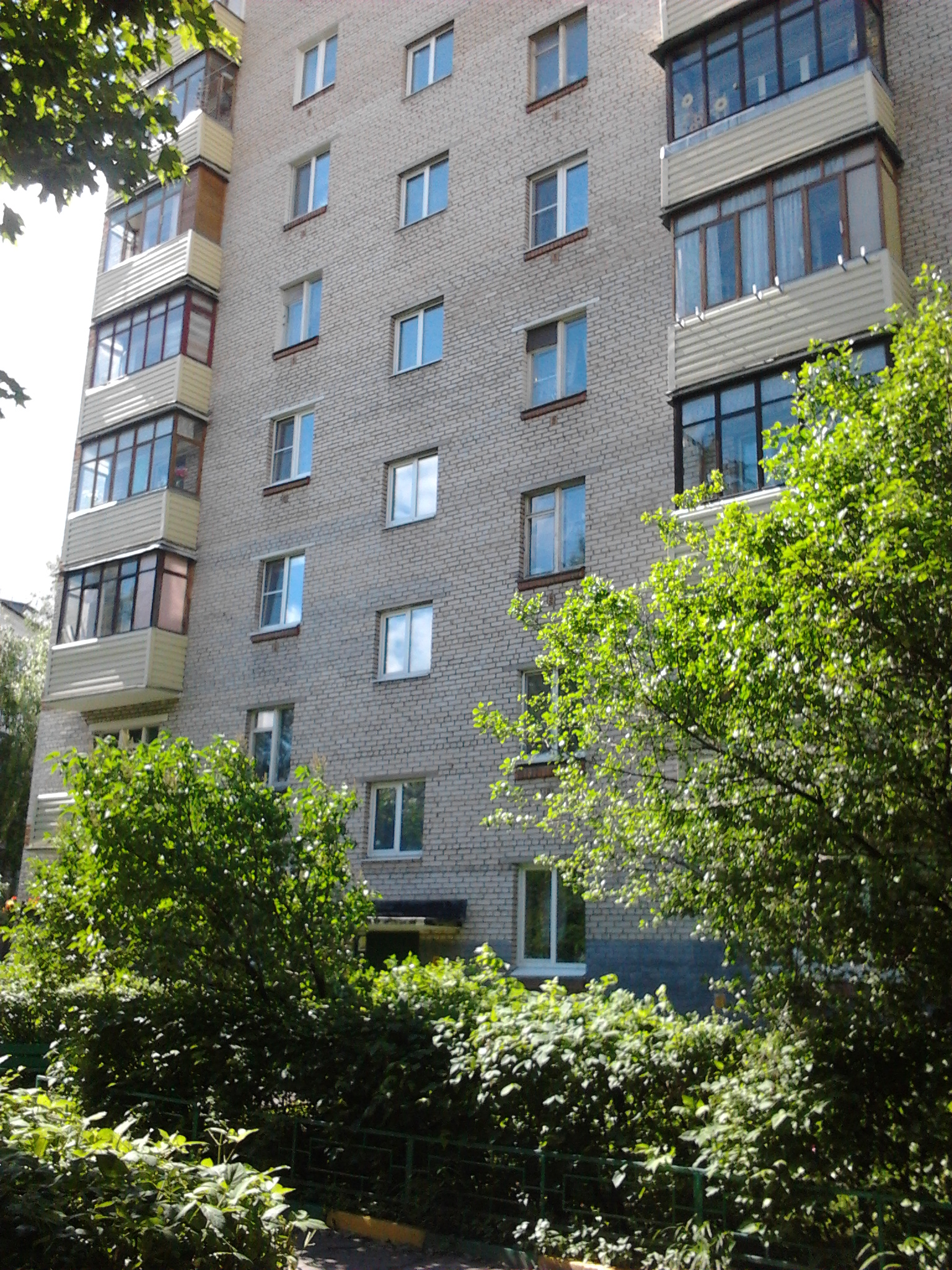
Дом, в котором жил Н. М. Самохвалов

Николай Михайлович Самохвалов родился 11 октября 1921 года деревне Красная Пахра Подольского района. Окончил школу (10 классов). В 1941 году был призван на военную службу крапивенским районным военкоматом, определён в 8 армию. С июня 1942 года — участник Великой Отечественной войны в составе 76-го отдельного линейного батальона связи. Воевал на Волховском и Ленинградском фронтах, войну закончил в Эстонии. 7 июня 1945 года был награждён медалью «За боевые заслуги».
После войны занимал должность секретаря Калининского районного комитета ВЛКСМ, позже — на партийных должностях в Калининской и Московской областях.
В середине 60-х годов возглавил Подольский городской молочный завод. За время его работы предприятие вышло на передовой уровень. Производственная мощность завода составляла 500 тонн молока за смену. 29 августа 1986 года указом Президиума Верховного Совета СССР Николаю Михайловичу Самохвалову присвоено звание Героя Социалистического Труда с вручением ордена Ленина.
Умер 3 декабря 2008 года в Подольске, похоронен на городском кладбище «Красная горка».

## Награды
- Герой Социалистического Труда
- Орден Ленина (2)
- Орден Трудового Красного знамени
- Почётный гражданин города Подольска[2]
- Ордена и медали Великой Отечественной войны